# Capestang
Capestang [ka.pes.tɑ̃] est une commune française située dans le département français de l'Hérault, en région Occitanie.
Exposée à un climat méditerranéen, elle est drainée par le canal du Midi, la rivière de Quarante, la Mayre Rouge, le ruisseau de Merdols, le ruisseau de Montady et par divers autres petits cours d'eau. La commune possède un patrimoine naturel remarquable : un site Natura 2000 (l'« étang de Capestang ») et trois zones naturelles d'intérêt écologique, faunistique et floristique.
Capestang est une commune rurale qui compte 3 413 habitants en 2022. Elle est dans l'unité urbaine de Capestang et fait partie de l'aire d'attraction de Béziers. Ses habitants sont appelés les Capestanais ou  Capestanaises.

## Géographie

### Localisation

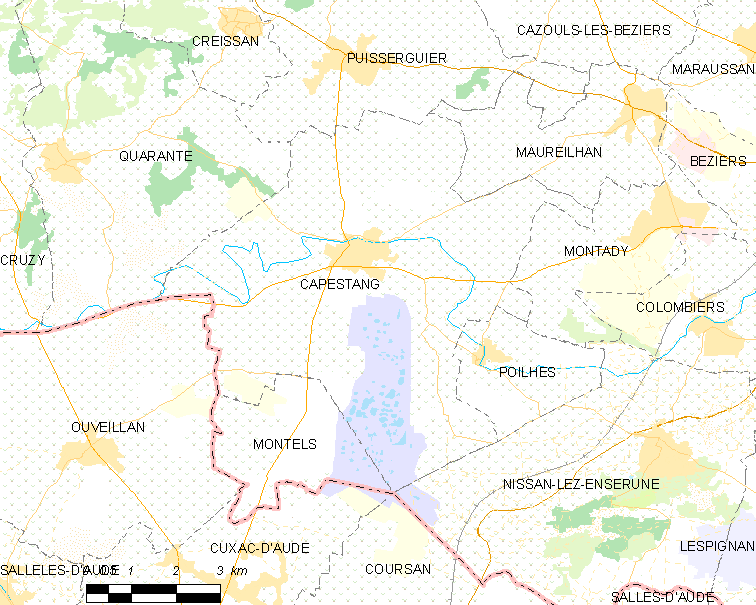
Carte.

La commune est limitrophe du département de l'Aude.
Au sud, le point d'intersection avec les communes de Montels et Nissan-lez-Enserune est un quinquepoint délimitant aussi les communes de Cuxac-d'Aude et Coursan, toutes deux dans le département de l'Aude.

### Relief et Géologie

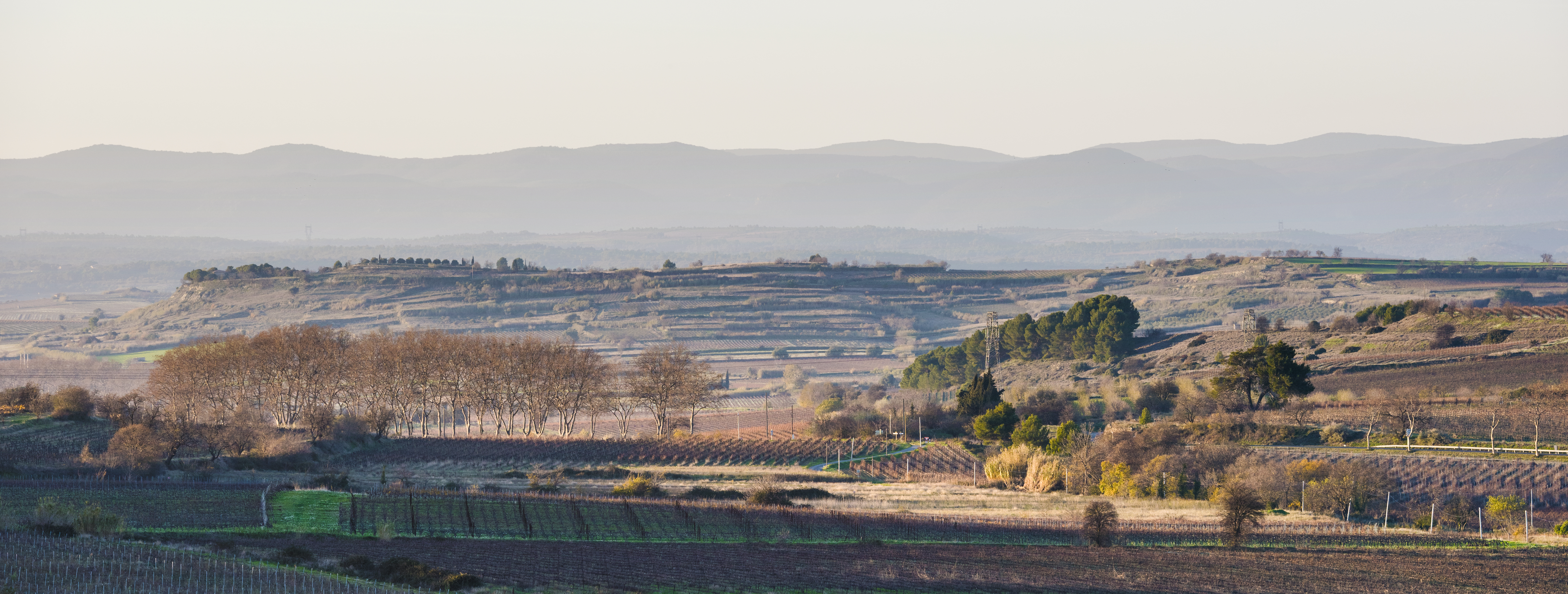
Paysage dans la commune

### Communes limitrophes
Les communes limitrophes sont  Maureilhan, Montady, Montels, Nissan-lez-Enserune, Ouveillan, Poilhes, Puisserguier et Quarante.
| Quarante         | Puisserguier        | Maureilhan |
| Ouveillan (Aude) | Capestang           | Montady    |
| Montels          | Nissan-lez-Enserune | Poilhes    |

### Hameaux et lieux-dits
- le Viala ;
- le Petit Saint Nazaire ;
- le Petit Saint Nazaire le Bas ;
- le Grand Saint-Nazaire ;
- La Bastide Vieille ;
- la Bastide Neuve ;
- Bel Air ;
- la Provenquière ;
- Baboulet ;
- Longuet ;
- l'Ale ;
- le Bosc ;
- Guéry ;
- Sibadiès ;
- Sélicate ;
- Aureille ;
- Pain de Sucre ;
- la Borie Blanche ;
- l'Espitalet ;
- la Fourcade ;
- Saint Julien.

### Hydrographie
Située à 20 mètres d'altitude, la rivière « la Quarante » est le principal cours d'eau qui traverse la commune de Capestang. Elle est, avec les crues de l'Aude, la principale source d'approvisionnement en eau de l'étang.
L'étang de Capestang, dont le niveau varie selon les saisons, est une zone humide d'une grande qualité écologique, qui accueille notamment de nombreuses espèces d'oiseaux nicheurs. Il est classé Natura 2000 et ZPS (Zone de protection spéciale).

### Climat
Pour des articles plus généraux, voir Climat de l'Occitanie et Climat de l'Hérault.
En 2010, le climat de la commune est de type climat méditerranéen franc, selon une étude s'appuyant sur une série de données couvrant la période 1971-2000. En 2020, Météo-France publie une typologie des climats de la France métropolitaine dans laquelle la commune est exposée à un climat méditerranéen et est dans la région climatique  Provence, Languedoc-Roussillon, caractérisée par une pluviométrie faible en été, un très bon ensoleillement (2 600 h/an), un été chaud (21,5 °C), un air très sec en été, sec en toutes saisons, des vents forts (fréquence de 40 à 50 % de vents > 5 m/s) et peu de brouillards.
Pour la période 1971-2000, la température annuelle moyenne est de 14,9 °C, avec une amplitude thermique annuelle de 15,8 °C. Le cumul annuel moyen de précipitations est de 595 mm, avec 5,1 jours de précipitations en janvier et 2,4 jours en juillet. Pour la période 1991-2020, la température moyenne annuelle observée sur la station météorologique la plus proche, située sur la commune de Lespignan à 11,99 km à vol d'oiseau, est de 15,6 °C et le cumul annuel moyen de précipitations est de 604,2 mm,. Pour l'avenir, les paramètres climatiques de la commune estimés pour 2050 selon différents scénarios d'émission de gaz à effet de serre sont consultables sur un site dédié publié par Météo-France en novembre 2022.

### Voies de communication et transports
La commune est située sur la route départementale 11 reliant Béziers à Carcassonne par l'intérieur, en dédoublement de la route nationale 113 et de l'autoroute A9. Des routes secondaires relient Capestang à Puisserguier au nord, Quarante au nord-ouest, Cuxac et Narbonne au sud, Maureilhan au nord-est, Nissan-lez-Ensérune au sud-est. L'échangeur de Béziers-sud, sur l'autoroute A9, est à 18 kilomètres.
La commune est traversée par le canal du Midi, qui, après de larges méandres à l'ouest, contourne le village par le nord. Il est navigable, et peut être suivi à pied ou à vélo par le chemin de halage. Le pont de Capestang, sur le canal, définit la taille maximum des bateaux pouvant emprunter le canal car il est le plus bas du canal.
L'ancienne ligne de chemin de fer reliant Capestang à Colombiers, sur la ligne de Béziers à Narbonne, est fermée à tout trafic. La gare la plus proche est celle de Nissan-lez-Ensérune, mais seuls quelques TER la desservent. La gare de Béziers est par contre largement desservie.
L'aéroport de Béziers - Vias, à 12 kilomètres à l'est de Béziers, est desservi par la compagnie Ryanair.

### Milieux naturels et biodiversité

#### Réseau Natura 2000

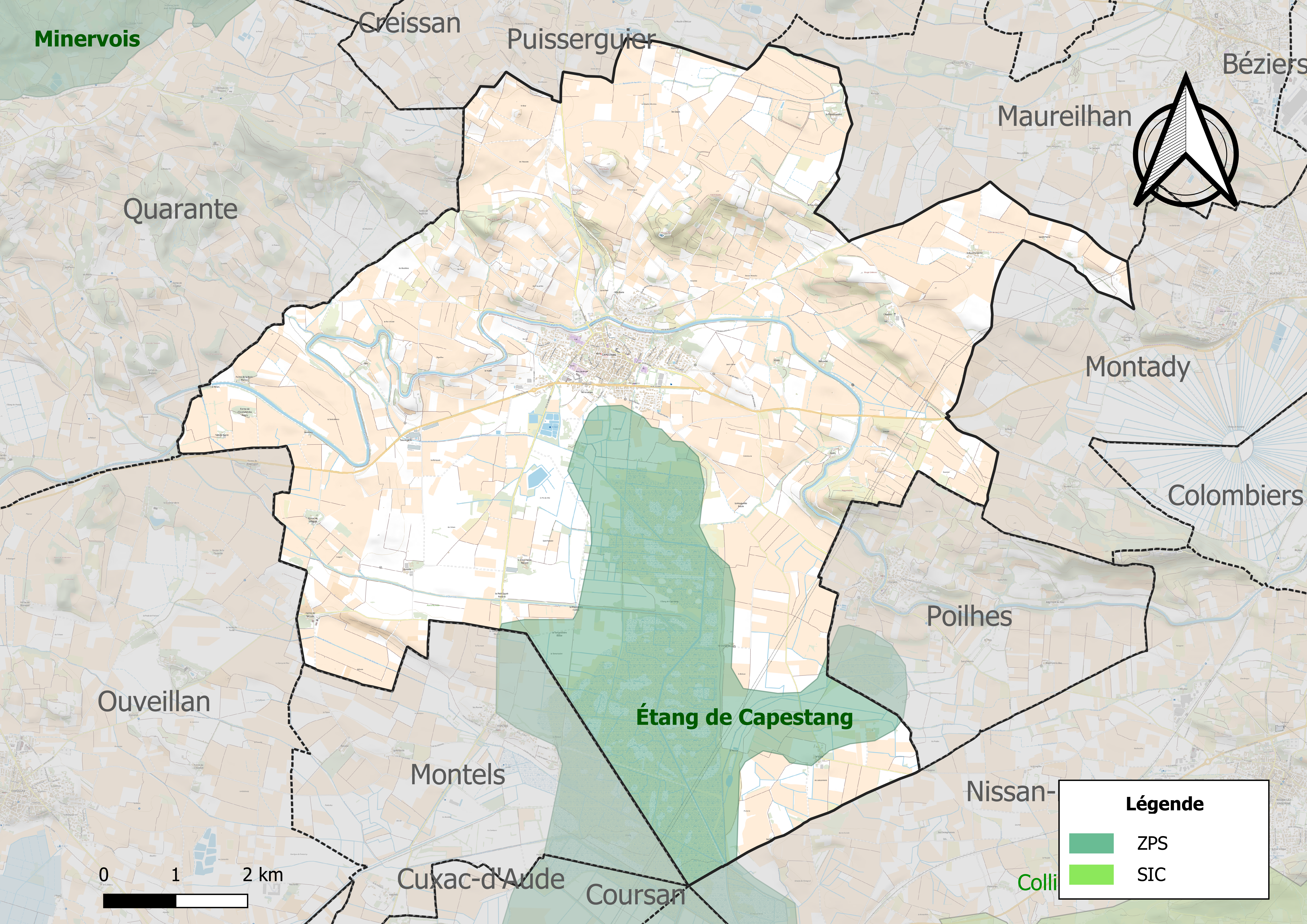
Sites Natura 2000 sur le territoire communal.

Le réseau Natura 2000 est un réseau écologique européen de sites naturels d'intérêt écologique élaboré à partir des directives habitats et oiseaux, constitué de zones spéciales de conservation (ZSC) et de zones de protection spéciale (ZPS).
Un site Natura 2000 a été défini sur la commune au titre  de la directive oiseaux :, d'un intérêt écologique exceptionnel notamment en ce qui concerne l'étang et sa phragmitaie (roseaux). L'avifaune est particulièrement riche et intéressante en raison du type de végétation en place (grande étendue de roseaux) et de l'isolement des lieux. Il accueille de très nombreuses espèces nicheuses dont certaines justifient plus particulièrement la proposition de ce site en tant que site d'intérêt communautaire : le Butor étoilé, le Rollier d'Europe, d'une superficie de 1 374 ha, d'un intérêt écologique exceptionnel notamment en ce qui concerne l'étang et sa phragmitaie (roseaux). L'avifaune est particulièrement riche et intéressante en raison du type de végétation en place (grande étendue de roseaux) et de l'isolement des lieux. Il accueille de très nombreuses espèces nicheuses dont certaines justifient plus particulièrement la proposition de ce site en tant que site d'intérêt communautaire : le Butor étoilé, le Rollier d'Europe.

#### Zones naturelles d'intérêt écologique, faunistique et floristique
L’inventaire des zones naturelles d'intérêt écologique, faunistique et floristique (ZNIEFF) a pour objectif de réaliser une couverture des zones les plus intéressantes sur le plan écologique, essentiellement dans la perspective d’améliorer la connaissance du patrimoine naturel national et de fournir aux différents décideurs un outil d’aide à la prise en compte de l’environnement dans l’aménagement du territoire.
Deux ZNIEFF de type 1 sont recensées sur la commune :
le « coteau de Cibadiès » (42 ha) et 
les « étangs de Capestang et de Poilhes » (759 ha), couvrant 6 communes dont deux dans l'Aude et quatre dans l'Hérault
et une ZNIEFF de type 2, : 
la « Basse plaine de l'Aude et étang de Capestang » (7 120 ha), couvrant 10 communes dont quatre dans l'Aude et six dans l'Hérault.

Carte des ZNIEFF de type 1 et 2 à Capestang.
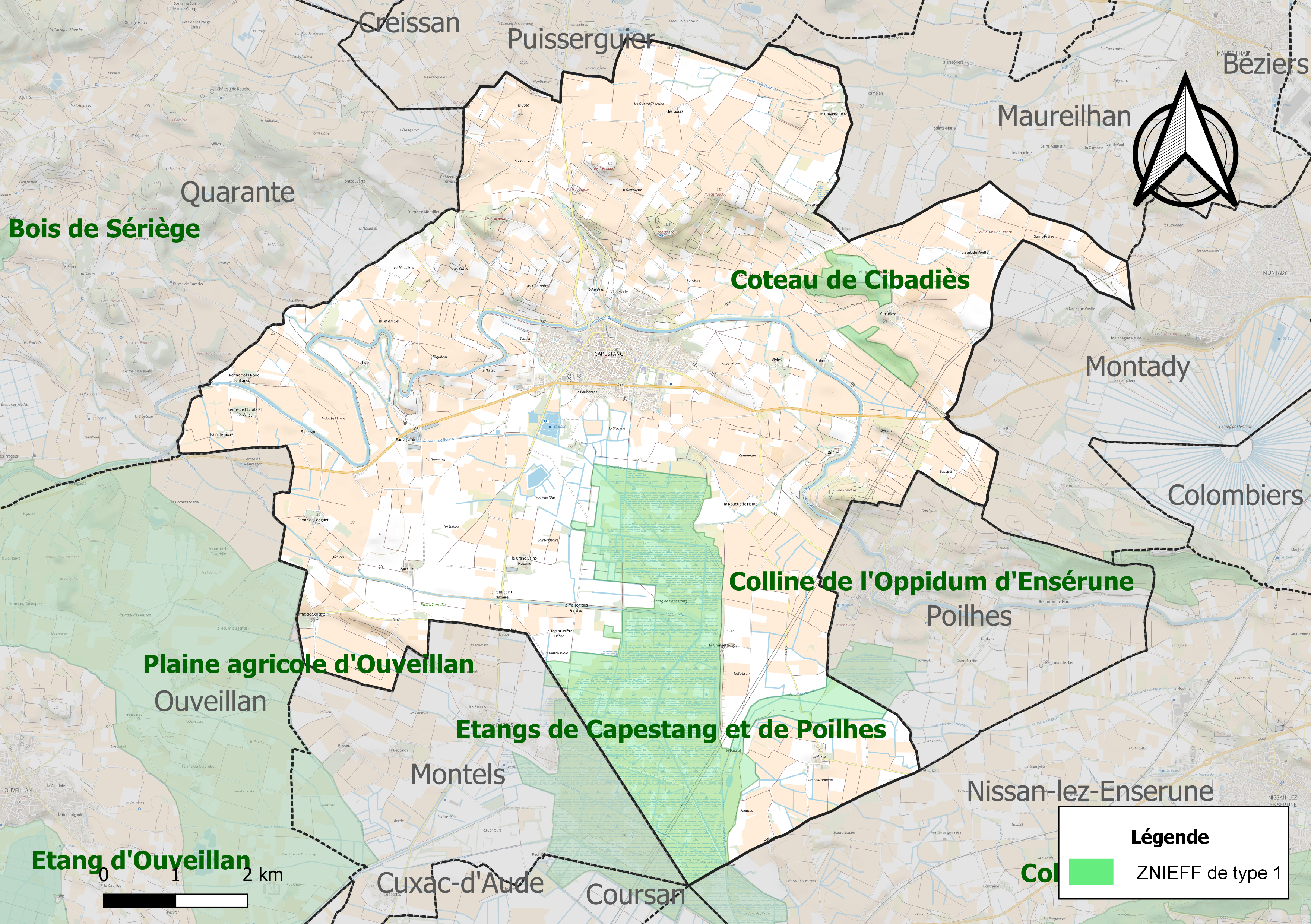
Carte des ZNIEFF de type 1 sur la commune.
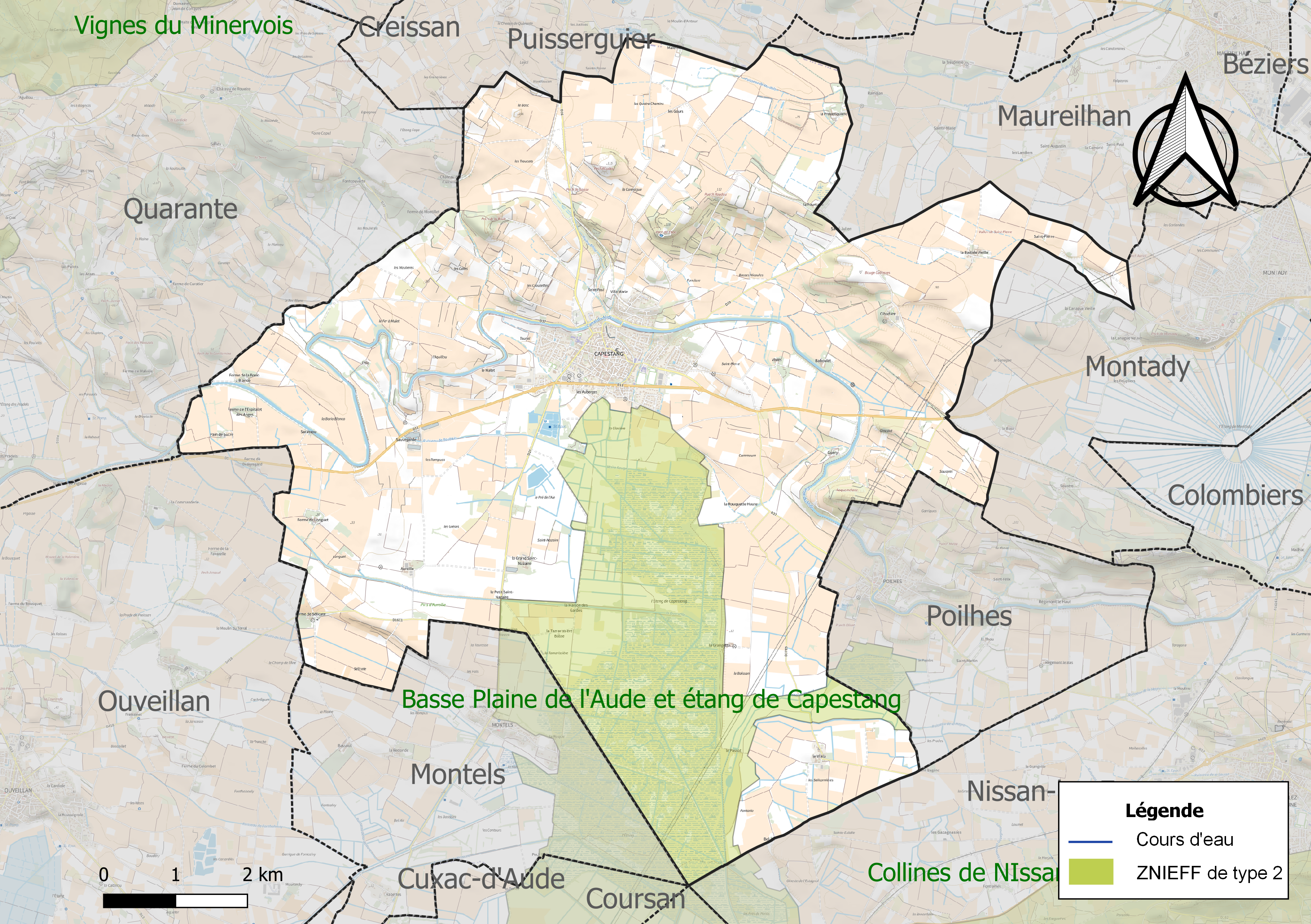
Carte de la ZNIEFF de type 2 sur la commune.

## Urbanisme

### Typologie
Au 1er janvier 2024, Capestang est catégorisée bourg rural, selon la nouvelle grille communale de densité à sept niveaux définie par l'Insee en 2022.
Elle appartient à l'unité urbaine de Capestang, une unité urbaine monocommunale constituant une ville isolée,. Par ailleurs la commune fait partie de l'aire d'attraction de Béziers, dont elle est une commune de la couronne,. Cette aire, qui regroupe 53 communes, est catégorisée dans les aires de 50 000 à moins de 200 000 habitants,.

### Occupation des sols
L'occupation des sols de la commune, telle qu'elle ressort de la base de données européenne d’occupation biophysique des sols Corine Land Cover (CLC), est marquée par l'importance des territoires agricoles (84,4 % en 2018), une proportion sensiblement équivalente à celle de 1990 (83,9 %). La répartition détaillée en 2018 est la suivante : 
cultures permanentes (69,7 %), zones humides intérieures (12,7 %), zones agricoles hétérogènes (8,6 %), terres arables (6 %), zones urbanisées (2,9 %). L'évolution de l’occupation des sols de la commune et de ses infrastructures peut être observée sur les différentes représentations cartographiques du territoire : la carte de Cassini (XVIIIe siècle), la carte d'état-major (1820-1866) et les cartes ou photos aériennes de l'IGN pour la période actuelle (1950 à aujourd'hui).

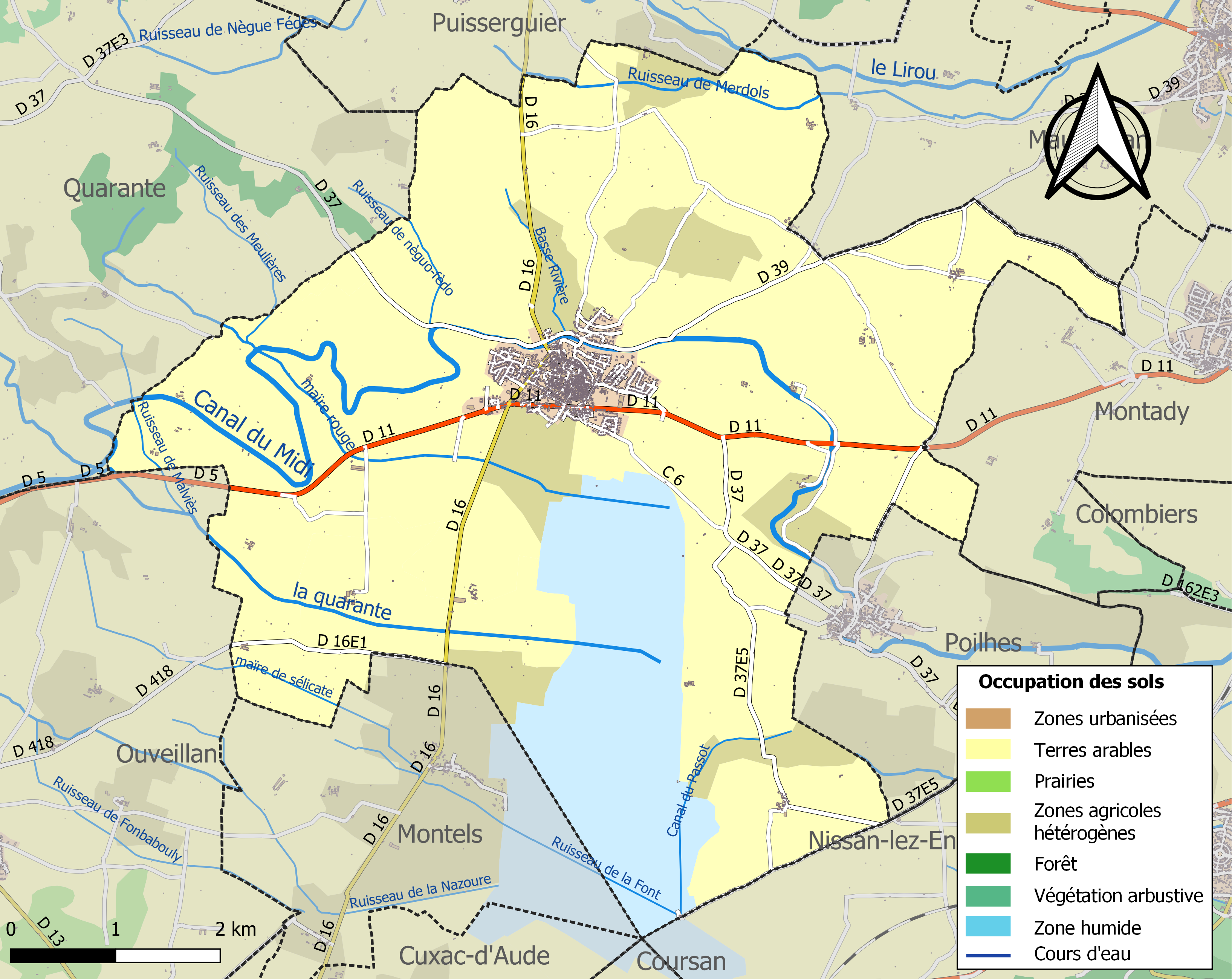
Carte des infrastructures et de l'occupation des sols de la commune en 2018 (CLC).

### Risques majeurs
Le territoire de la commune de Capestang est vulnérable à différents aléas naturels : météorologiques (tempête, orage, neige, grand froid, canicule ou sécheresse), inondations et séisme (sismicité faible). Il est également exposé à un risque technologique,  le transport de matières dangereuses. Un site publié par le BRGM permet d'évaluer simplement et rapidement les risques d'un bien localisé soit par son adresse soit par le numéro de sa parcelle.

#### Risques naturels
Certaines parties du territoire communal sont susceptibles d’être affectées par le risque d’inondation par débordement de cours d'eau, notamment le canal du Midi et la rivière de Quarante. La commune a été reconnue en état de catastrophe naturelle au titre des dommages causés par les inondations et coulées de boue survenues en 1982, 1992, 1994, 1996, 1999, 2014 et 2019,.
Capestang est exposée au risque de feu de forêt du fait de la présence sur son territoire. Un plan départemental de protection des forêts contre les incendies (PDPFCI) a été approuvé en juin 2013 et court jusqu'en 2022, où il doit être renouvelé. Les mesures individuelles de prévention contre les incendies sont précisées par deux arrêtés préfectoraux et s’appliquent dans les zones exposées aux incendies de forêt et à moins de 200 mètres de celles-ci. L’arrêté du 25 avril 2002 réglemente l'emploi du feu en interdisant notamment d’apporter du feu, de fumer et de jeter des mégots de cigarette dans les espaces sensibles et sur les voies qui les traversent sous peine de sanctions. L'arrêté du 11 mars 2013 rend le débroussaillement obligatoire, incombant au propriétaire ou ayant droit,.

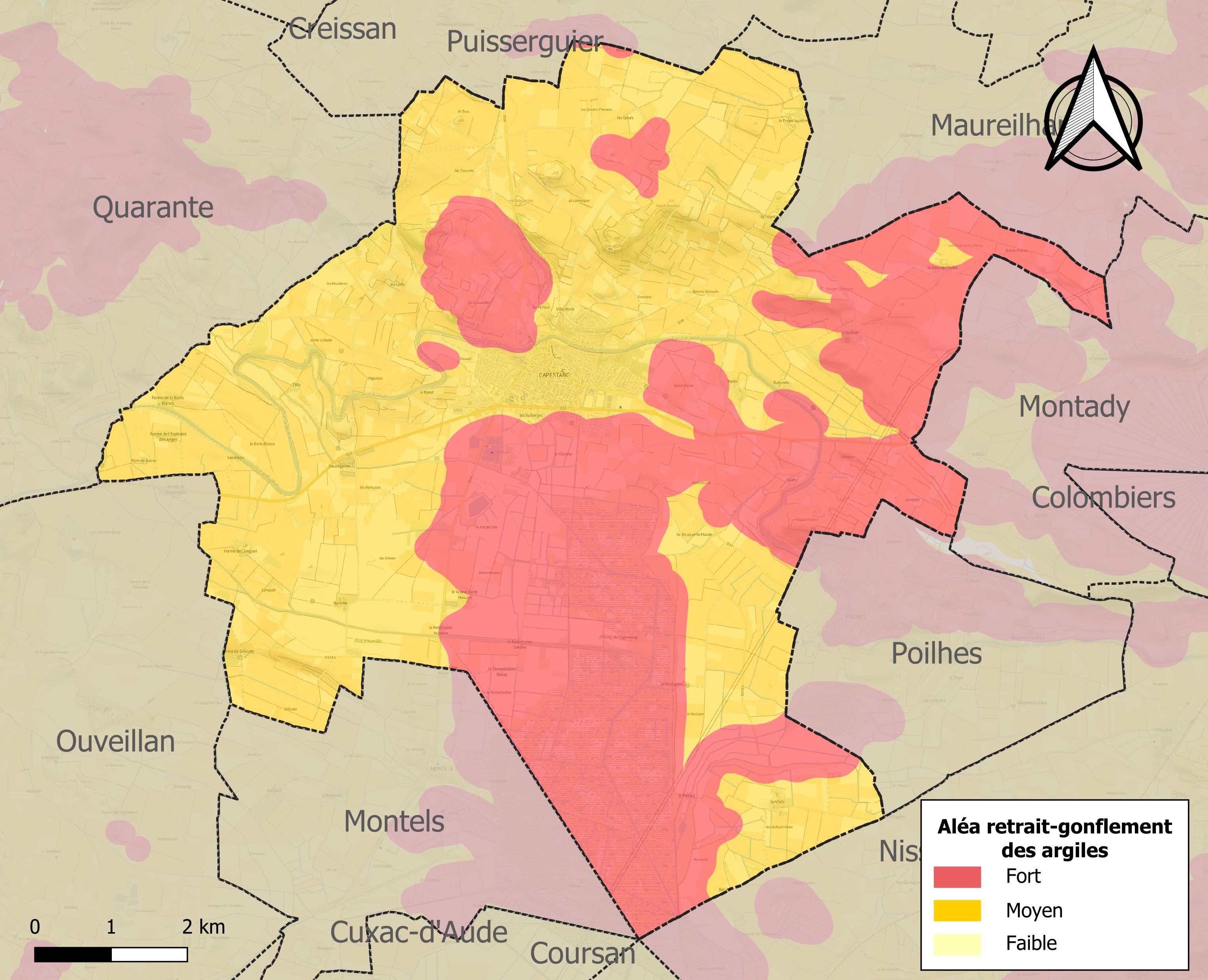
Carte des zones d'aléa retrait-gonflement des sols argileux de Capestang.

Le retrait-gonflement des sols argileux est susceptible d'engendrer des dommages importants aux bâtiments en cas d’alternance de périodes de sécheresse et de pluie. La totalité de la commune est en aléa moyen ou fort (59,3 % au niveau départemental et 48,5 % au niveau national). Sur les 1 518 bâtiments dénombrés sur la commune en 2019, 1 518 sont en aléa moyen ou fort, soit 100 %, à comparer aux 85 % au niveau départemental et 54 % au niveau national. Une cartographie de l'exposition du territoire national au retrait gonflement des sols argileux est disponible sur le site du BRGM,.
Par ailleurs, afin de mieux appréhender le risque d’affaissement de terrain, l'inventaire national des cavités souterraines permet de localiser celles situées sur la commune.

#### Risques technologiques
Le risque de transport de matières dangereuses sur la commune est lié à sa traversée par des infrastructures routières ou ferroviaires importantes ou la présence d'une canalisation de transport d'hydrocarbures. Un accident se produisant sur de telles infrastructures est susceptible d’avoir des effets graves sur les biens, les personnes ou l'environnement, selon la nature du matériau transporté. Des dispositions d’urbanisme peuvent être préconisées en conséquence.

## Toponymie

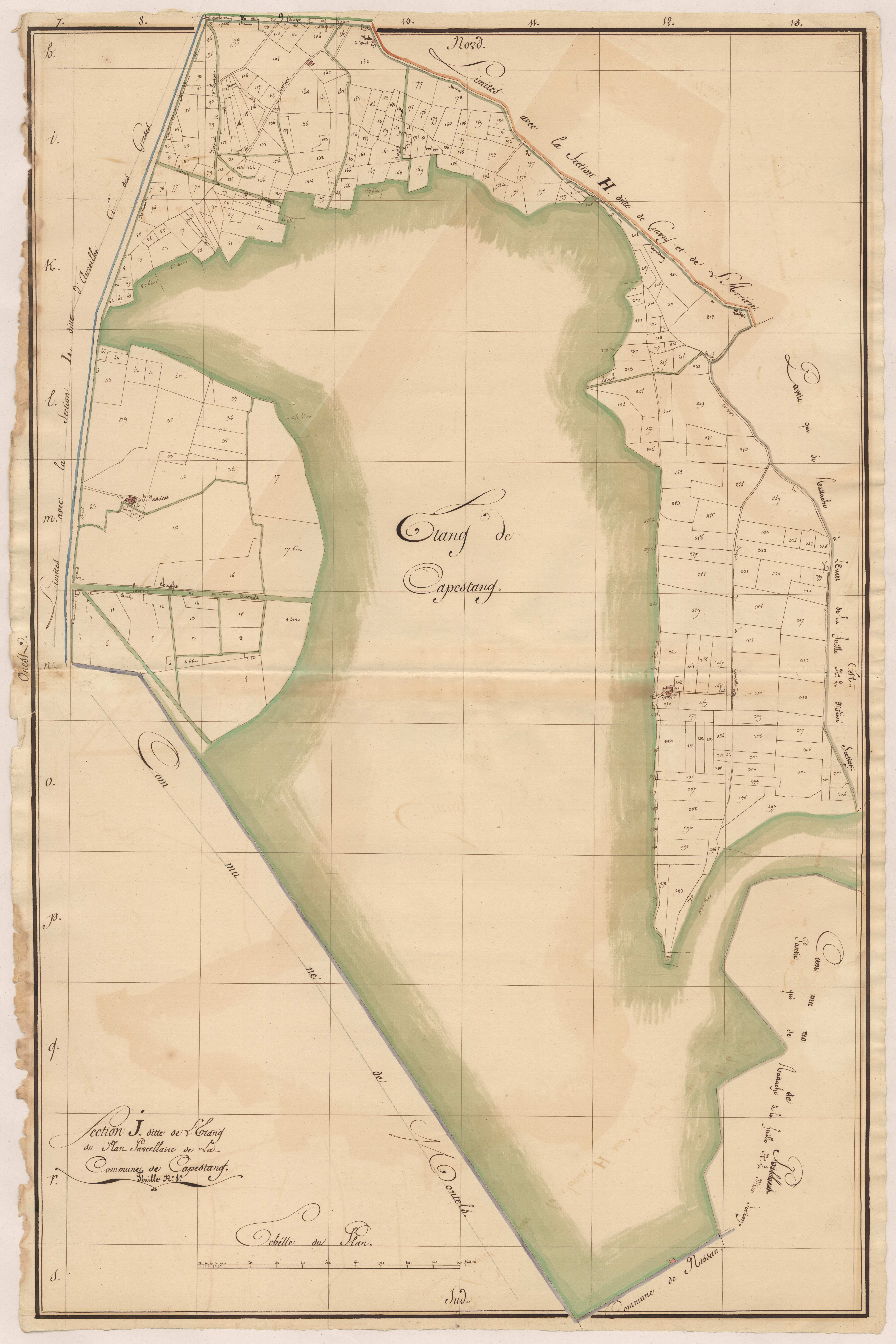
Cadastre napoléonien : plan de la section de l'Étang (1809).

Attestée sous la forme Caput stanio en 862.[réf. nécessaire]
Capestang tient son nom du latin caput stagni, soit « tête de l'étang », en raison de sa situation à la pointe nord d'un étang, aujourd'hui partiellement asséché, dénommé étang de Capestang. La forme languedocienne Cabestanh [ka.βes.'tan] correspond exactement au nord-occitan Chabestanh (Chabestan) et au catalan Cabestany.[réf. nécessaire]

## Histoire
Dans l'Antiquité, les marais voisins étaient traversés par le Pont Serme romain, long de 1500 mètres. Le pont transportait la Via Domitia à l'approche de Narbonne lors de son voyage stratégique vers le sud vers l'Espagne. Le nom de la ville dérive de caput stagnum - en référence au fait que la ville était située à la tête d'un grand étang.
Les archevêques de Narbonne ont construit leur résidence d'été dans la ville - il reste d'importants vestiges, notamment du palais avec un plafond du XVe siècle - et on y trouve une impressionnante collégiale (XIIe-XVe siècles avec vestiges antérieurs) dont la tour massive domine la campagne environnante. à ce jour.
Le canal du Midi passe également juste au nord de la ville alors qu'il serpente de l'Aude à l'Hérault.
Les armées croisées passèrent la ville après le sac de Béziers en 1209 en route vers Carcassonne - et en 1356 le Prince Noir atteignit l'extrémité orientale de sa vaste chevauchée, après avoir levé le bref siège de Narbonne, où il brûla le bourg, et ayant permis ses troupes pour endommager le village voisin d'Ouveillan. Capestang, comme Cuxac d'Aude et d'autres villages, a peut-être payé pour être épargné du sort d'Ouveillan - ou bien il a eu des défenses plus robustes ou a été sauvé par l'annonce de l'arrivée imminente d'une grande armée venant de Beaucaire.
Il y a une plaque sur la place aux otages de la résistance abattus par les SS le 9 août 1944 (3 jours après le jour J).

### Héraldique
|  | Les armes de Capestang se blasonnent ainsi : « parti, au premier d'argent à une aigle essorante de sable de profil, la tête contournée, la patte dextre levée, au deuxième d'argent à un lion de gueules ». |

## Politique et administration

### Liste des maires
| Période   | Période           | Identité         | Étiquette                        | Qualité |
| --------- | ----------------- | ---------------- | -------------------------------- | --- |
| 1884      | 1886              | Hypolite Fournes |                                  | |
| 1886      | 1888              | Jean Portes      |                                  | |
| 1888      | 1892              | Paul Lamur       |                                  | |
| 1892      | juin 1902         | Pierre Theron    |                                  | |
| juin 1902 | août 1902         | Léon Cormureau   |                                  | |
| août 1902 | 1941              | Jean Casamia     |                                  | |
| 1941      | 1944              | Gustave Maurel   |                                  | |
| 1944      | 1944              | Jean Casamia     |                                  | |
| 1944      | 1945              | Camille Bellot   |                                  | |
| 1945      | 1946              | Raoul Dean       |                                  | |
| 1946      | 1953              | René Barthes     |                                  | |
| 1953      | 1971              | Louis Couissy    | SFIO-DVG                         | Propriétaire viticole                                                                                           |
| 1971      | mars 1977 (décès) | Fernand Vidal    | PS                               | Technicien TPE, conseiller général                                                                              |
| mars 1977 | mars 2001         | Bernard Nayral   | PS                               | Député, conseiller général                                                                                      |
| mars 2001 | mars 2014         | Claude Guzovitch | SE                               | Président du SIVOM d'Ensérune                                                                                   |
| mars 2014 | En cours          | Pierre Polard    | PS puis LFI puis SE puis L'Après | Ingénieur conseil Vice-président de la communauté de communes Sud-Hérault et vice-président du SIVOM d'Ensérune |

## Économie

### Revenus
En 2018, la commune compte 1 416 ménages fiscaux, regroupant 3 128 personnes. La médiane du revenu disponible par unité de consommation est de 19 650 € (20 330 € dans le département). 41 % des ménages fiscaux sont imposés (45,8 % dans le département).

### Emploi
|                | 2008   | 2013   | 2018   |
| -------------- | ------ | ------ | ------ |
| Commune        | 9,6 %  | 11,7 % | 12,1 % |
| Département    | 10,1 % | 11,9 % | 12 %   |
| France entière | 8,3 %  | 10 %   | 10 %   |

En 2018, la population âgée de 15 à 64 ans s'élève à 1 865 personnes, parmi lesquelles on compte 75,5 % d'actifs (63,4 % ayant un emploi et 12,1 % de chômeurs) et 24,5 % d'inactifs,. En  2018, le taux de chômage communal (au sens du recensement) des 15-64 ans est supérieur à celui de la France et du département, alors qu'il était inférieur à celui du département en 2008.
La commune fait partie de la couronne de l'aire d'attraction de Béziers, du fait qu'au moins 15 % des actifs travaillent dans le pôle,. Elle compte 1 092 emplois en 2018, contre 1 087 en 2013 et 1 099 en 2008. Le nombre d'actifs ayant un emploi résidant dans la commune est de 1 214, soit un indicateur de concentration d'emploi de 90 % et un taux d'activité parmi les 15 ans ou plus de 52,9 %.
Sur ces 1 214 actifs de 15 ans ou plus ayant un emploi, 449 travaillent dans la commune, soit 37 % des habitants. Pour se rendre au travail, 79,1 % des habitants utilisent un véhicule personnel ou de fonction à quatre roues, 2,1 % les transports en commun, 12,2 % s'y rendent en deux-roues, à vélo ou à pied et 6,6 % n'ont pas besoin de transport (travail au domicile).

### Activités hors agriculture

#### Secteurs d'activités
277 établissements sont implantés  à Capestang au 31 décembre 2019. Le tableau ci-dessous en détaille le nombre par secteur d'activité et compare les ratios avec ceux du département,.
| Secteur d'activité                                                                                        | Commune | Commune | Département |
| Secteur d'activité                                                                                        | Nombre  | %       | %           |
| --- | ------- | ------- | ----------- |
| Ensemble                                                                                                  | 277     | 100 %   | (100 %)     |
| Industrie manufacturière, industries extractives et autres                                                | 15      | 5,4 %   | (6,7 %)     |
| Construction                                                                                              | 36      | 13 %    | (14,1 %)    |
| Commerce de gros et de détail, transports, hébergement et restauration                                    | 78      | 28,2 %  | (28 %)      |
| Information et communication                                                                              | 5       | 1,8 %   | (3,3 %)     |
| Activités financières et d'assurance                                                                      | 10      | 3,6 %   | (3,2 %)     |
| Activités immobilières                                                                                    | 15      | 5,4 %   | (5,3 %)     |
| Activités spécialisées, scientifiques et techniques et activités de services administratifs et de soutien | 44      | 15,9 %  | (17,1 %)    |
| Administration publique, enseignement, santé humaine et action sociale                                    | 46      | 16,6 %  | (14,2 %)    |
| Autres activités de services                                                                              | 28      | 10,1 %  | (8,1 %)     |

Le secteur du commerce de gros et de détail, des transports, de l'hébergement et de la restauration est prépondérant sur la commune puisqu'il représente 28,2 % du nombre total d'établissements de la commune (78 sur les 277 entreprises implantées  à Capestang), contre 28 % au niveau départemental.

#### Entreprises et commerces
Les cinq entreprises ayant leur siège social sur le territoire communal qui génèrent le plus de chiffre d'affaires en 2020 sont : 
- Domaine Bonfils, commerce de gros (commerce interentreprises) de boissons (21 721 k€)
- Les Domaines Des Marins, commerce de gros (commerce interentreprises) de boissons (20 714 k€)
- Ludi, supermarchés (17 300 k€)
- Rysba, commerce de détail de quincaillerie, peintures et verres en grandes surfaces (400 m² et plus) (3 167 k€)
- Gomez, travaux de maçonnerie générale et gros œuvre de bâtiment (1 275 k€)

L'économie du village est surtout basée sur l'agriculture, la viticulture, des oliviers et des champs. Vins du Pays des coteaux d'Ensérune, Sud de France. Son office du Tourisme sur le port canal, le canal du Midi, la collégiale Saint-Étienne, château des Archevêques de Narbonne avec son plafond peint et son musée… Tous commerces, restaurants, hôtel, chambres d'hôtes, camping municipal avec mobile homes et gîte de groupe deux épis 19 places.
Marché traditionnel tous les mercredis et dimanches matin, sur la place Jean-Jaurès.

### Agriculture
La commune est dans la « Plaine viticole », une petite région agricole occupant la bande côtière du département de l'Hérault. En 2020, l'orientation technico-économique de l'agriculture  sur la commune est la viticulture.
|               | 1988  | 2000  | 2010  | 2020  |
| ------------- | ----- | ----- | ----- | ----- |
| Exploitations | 294   | 171   | 135   | 102   |
| SAU (ha)      | 2 695 | 2 837 | 2 838 | 2 721 |

Le nombre d'exploitations agricoles en activité et ayant leur siège dans la commune est passé de 294 lors du recensement agricole de 1988  à 171 en 2000 puis à 135 en 2010 et enfin à 102 en 2020, soit une baisse de 65 % en 32 ans. Le même mouvement est observé à l'échelle du département qui a perdu pendant cette période 67 % de ses exploitations,. La surface agricole utilisée sur la commune a quant à elle augmenté, passant de 2695 ha en 1988 à 2721 ha en 2020. Parallèlement la surface agricole utilisée moyenne par exploitation a augmenté, passant de 9 à 27 ha.

## Population et société

### Démographie

#### Évolution de la population
L'évolution du nombre d'habitants est connue à travers les recensements de la population effectués dans la commune depuis 1793. Pour les communes de moins de 10 000 habitants, une enquête de recensement portant sur toute la population est réalisée tous les cinq ans, les populations de référence des années intermédiaires étant quant à elles estimées par interpolation ou extrapolation. Pour la commune, le premier recensement exhaustif entrant dans le cadre du nouveau dispositif a été réalisé en 2008.

En 2022, la commune comptait 3 413 habitants, en évolution de +6,86 % par rapport à 2016 (Hérault : +7,49 %, France hors Mayotte : +2,11 %).
| 1793  | 1800  | 1806  | 1821  | 1831  | 1836  | 1841  | 1846  | 1851  |
| ----- | ----- | ----- | ----- | ----- | ----- | ----- | ----- | ----- |
| 1 150 | 1 185 | 1 360 | 1 530 | 1 624 | 1 893 | 1 933 | 2 039 | 2 135 |

| 1856  | 1861  | 1866  | 1872  | 1876  | 1881  | 1886  | 1891  | 1896  |
| ----- | ----- | ----- | ----- | ----- | ----- | ----- | ----- | ----- |
| 2 331 | 2 746 | 2 999 | 2 909 | 3 176 | 3 737 | 3 519 | 4 076 | 4 168 |

| 1901  | 1906  | 1911  | 1921  | 1926  | 1931  | 1936  | 1946  | 1954  |
| ----- | ----- | ----- | ----- | ----- | ----- | ----- | ----- | ----- |
| 4 187 | 4 012 | 4 010 | 4 053 | 4 028 | 4 039 | 3 541 | 2 962 | 2 763 |

| 1962  | 1968  | 1975  | 1982  | 1990  | 1999  | 2006  | 2008  | 2013  |
| ----- | ----- | ----- | ----- | ----- | ----- | ----- | ----- | ----- |
| 3 019 | 3 014 | 2 548 | 2 675 | 2 903 | 3 007 | 3 010 | 3 010 | 3 147 |

| 2018  | 2022  | - | - | - | - | - | - | - |
| ----- | ----- | - | - | - | - | - | - | - |
| 3 273 | 3 413 | - | - | - | - | - | - | - |

#### Pyramide des âges
En 2018, le taux de personnes d'un âge inférieur à 30 ans s'élève à 30,0 %, soit en dessous de la moyenne départementale (35,4 %). À l'inverse, le taux de personnes d'âge supérieur à 60 ans est de 32,1 % la même année, alors qu'il est de 27,5 % au niveau départemental.
En 2018, la commune comptait 1 558 hommes pour 1 715 femmes, soit un taux de 52,4 % de femmes, légèrement supérieur au taux départemental (52,24 %).
Les pyramides des âges de la commune et du département s'établissent comme suit.
| Hommes | Classe d’âge | Femmes |
| ------ | ------------ | ------ |
| 1,6    | 90 ou +      | 2,9    |
| 10,1   | 75-89 ans    | 12,1   |
| 20,0   | 60-74 ans    | 17,4   |
| 21,9   | 45-59 ans    | 22,7   |
| 15,0   | 30-44 ans    | 16,0   |
| 13,8   | 15-29 ans    | 12,7   |
| 17,7   | 0-14 ans     | 16,1   |

| Hommes | Classe d’âge | Femmes |
| ------ | ------------ | ------ |
| 0,8    | 90 ou +      | 1,9    |
| 8      | 75-89 ans    | 9,9    |
| 17,2   | 60-74 ans    | 18,3   |
| 18,9   | 45-59 ans    | 18,8   |
| 18,3   | 30-44 ans    | 17,8   |
| 19,3   | 15-29 ans    | 17,9   |
| 17,5   | 0-14 ans     | 15,3   |

### Enseignement
- École Maternelle ;
- École Primaire François Mitterrand ;
- Collège Paul-Bert de Capestang ;
- Lycée L.E.A.P Les Buissonnets ;
- École de Musique inter communale ;
- Harmonie municipale Capestang St Chinian.

### Santé
- Un cabinet Municipal de Santé avec 3 médecins ;
- Un cabinet médical, où il y a des infirmiers, kinésithérapeute et podologue ;
- Deux médecins généralistes, un dentiste, un opticien et deux pharmacies.

### Sports
- Club de rugby à XV l’Avenir Bleu et Blanc XV évoluant dans le Championnat de France de 3e division fédérale. Il remporte le championnat de France Cadets FFR C en 2000, 2002 et 2004. Sous le nom de Avenir Sportif Capestanais, il remporte le championnat de France Honneur en 1950 et 1983, le championnat de France 1re Série en 1982, le championnat de France Cadets C Ufolep en 1991 et le championnat de France Cadets FFR C en 1997[réf. nécessaire] ;
- Club de football de l'Association Sportive Midi Lirou Vernazobre, créé en juin 2008, englobant les communes suivantes : Capestang, Creissan, Montels, Poilhes, Puisserguier et Saint-Chinian avec ses communes limitrophes[réf. nécessaire] ;

- Hand ball ;
- Tennis ;
- Skate ;
- Pétanque ;
- Danse ;
- Judo ;
- Boxe ;
- Marche ;
- VTT.

## Culture locale  et patrimoine

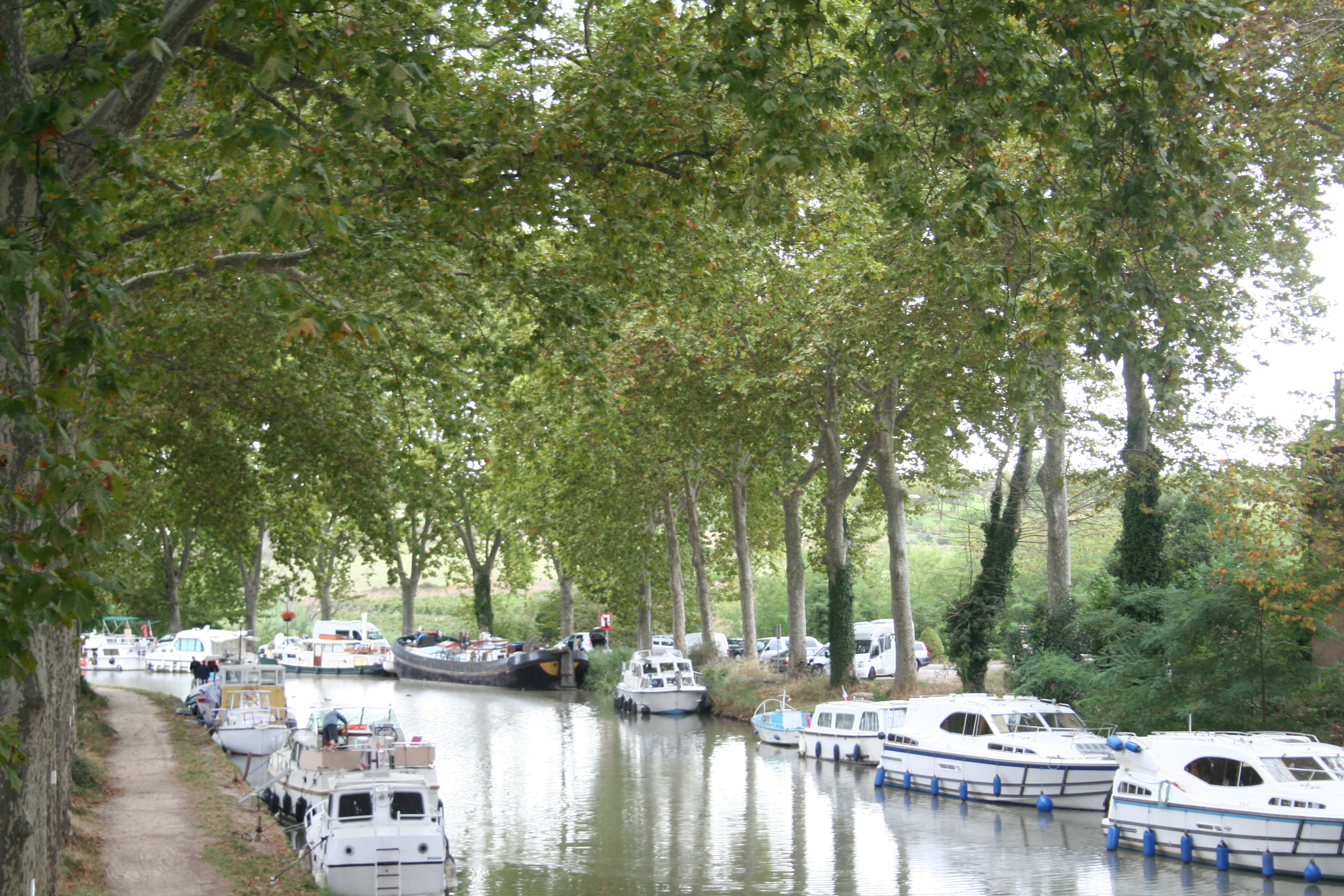
Canal du midi à Capestang.

### Lieux et monuments
- La collégiale Saint-Étienne de Capestang, du XIIIe siècle, dont seul le chœur a été construit. La peste noire et le manque d'argent ont interrompu ce gigantesque chantier. Le clocher culmine à 43 mètres. Son architecte, Deschamps, était le même architecte que celui de la cathédrale de Narbonne. L'édifice a été classé au titre des monuments historiques en 1906[36] ;
- Le canal du Midi, du XVIIe siècle, classé à l'UNESCO, avec halte nautique dans le village ;
- Le château des archevêques de Narbonne du XIVe siècle (Monument Historique). Ce château entre dans le domaine de l'archevêque de Narbonne au XIIIe siècle. Il a accueilli, en tant que palais épiscopal les États Généraux du Languedoc ainsi que d'illustres personnages : Gaston Fébus, François Ier et Louis XIV. Le château possède un magnifique plafond peint, constitué de 161 panneaux décorés, datant du XVe siècle.

### Personnalités liées à la commune
- Max Derruau (1920-2004),  universitaire , auteur de manuels devenus classiques, géomorphologue
- Jean Musy, né en 1947, compositeur et arrangeur musical ayant marqué l'univers de la chanson française pendant 30 ans.
- Bernard Nayral (maire, député)
- Jean-Michel Benacloï, joueur de rugby, recordman des victoires en Challenge Yves du Manoir et champion de France en 1979 avec le Racing Club narbonnais.
- Jean-Baptiste Poux, né en 1979, joueur de rugby évoluant au Stade toulousain, 42 sélections en équipe de France depuis 2001.
- Nathalie Amiel, joueuse de rugby.

### Fonds d'archives
- Série : Délibérations consulaires et municipales (1681-1984) [31 registes]. Fonds : Archives communales de Capestang; Cote : 1 MI 905. Capestang : Mairie de Capestang (lire en ligne).